# Quillacollo
Quillacollo er en by i den centrale del af Bolivia beliggende i provinsen Quillacollo, i departementet Cochabamba.
17°24′S 66°17′V / 17.400°S 66.283°V
- Wikimedia Commons har flere filer relateret til Quillacollo